# Новоспасский мост
Новоспа́сский мост в Москве — трёхпролётный стальной балочный мост через Москву-реку, соединяющий район Павелецкого вокзала по Кожевнической улице с площадью Крестьянская застава по 3-му Крутицкому переулку. Один из двух старейших мостов на реке Москве (см. также Бородинский мост). В основе существующего моста — опоры арочного Новоспасского моста, построенного в 1911. Надстроен в 1937; в 2000 несущие арки и верхнее строение были заменены на стальную балочную конструкцию.
Пешеходным является только непосредственно над поверхностью реки.

## История строительства и реконструкции
Деревянные мосты в нижнем течении Москвы-реки, в районе Новоспасского, Симонова монастырей и Крутицкого подворья известны со времён Ивана Грозного. Источники упоминают шесть различных мест, в которых в разное время существовали такие мосты.
В 1911 был выстроен стальной Новоспасский мост — по типовой для Москвы трёхпролётной арочной схеме (формула пролётов 40,54 + 46,99 + 40,54 м). Каждый пролёт опирался на 14 двухшарнирных стальных арок (постоянной высоты, двутаврового сечения), поставленных с шагом 1,524 м. Стрела подъёма арок равнялась 3,7 м в центральном пролёте, 3,3 м в боковых пролётах. Верхнее строение было набрано из клёпаных двутавровых балок, с деревянной торцевой мостовой (высота шашек 13 см) поверх балок Зоре.

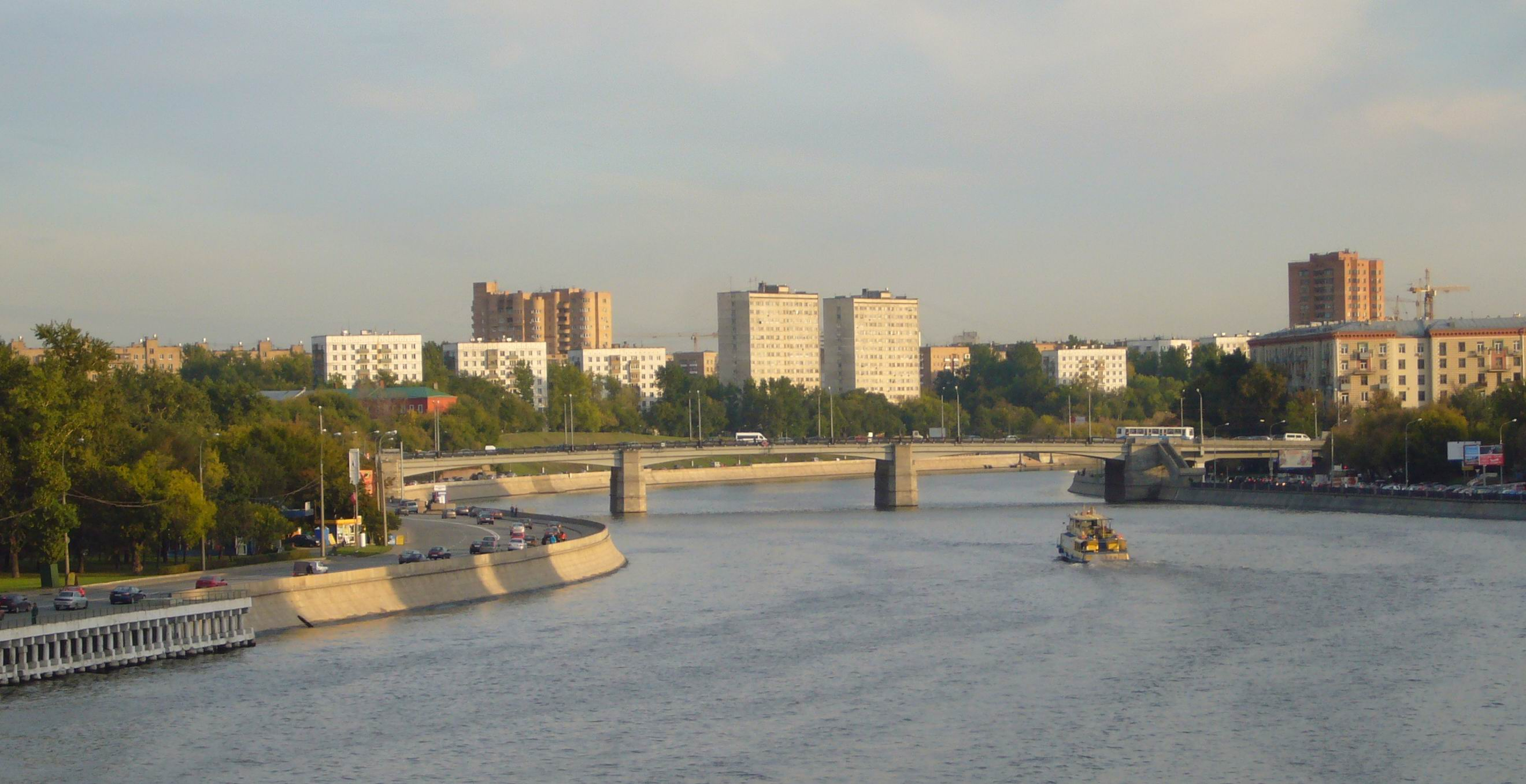
Новоспасский мост

В 1937 мост был реконструирован с целью расширить судоходный габарит (до высоты 8,6 м при ширине 30 м) и обеспечить двухуровневое пересечение проезжих частей моста и набережных. Опоры моста были надстроены на 2,76 м по проекту Ю. Ф. Вернера, Н. Б. Соколова и Ю. Н. Яковлева, добавлены береговые пролёты и лестничные сходы. Общая длина моста с подходами достигла 502 м, ширина 21.2 м. Деревянную мостовую заменили на асфальтобетонную.
В 2000 мост был перестроен по проекту Р. П. Назаровой (ОАО «Гипротрансмост»). Верхнее строение и несущие арки были полностью демонтированы и заменены на неразрезную балочную конструкцию по схеме 44,46 + 52,37 + 44,46 м с ортотропной плитой. Балки «замаскированы» узкими криволинейными фартуками в попытке имитировать арочное строение.
Мост испорчен… Балки выглядят крайне неудачно. Видно, сами разработчики поняли это и поэтому решили установить снаружи вертикальные листы, пытаясь представить мост как арочный. Сделано это топорно. К тому же при движении транспорта по мосту эти листы вибрируют